# 新潟市立紫竹山小学校
新潟市立紫竹山小学校（にいがたしりつ しちくやましょうがっこう）は、新潟県新潟市中央区紫竹山にある公立小学校。

## 概要
鳥屋野潟の北にあり、すぐ隣には国道8号線新潟バイパスが通っている。新潟駅南地域の通学校となっている。平成3年に笹口小学校から分離新設された。新潟市内では、比較的新しい学校である。近くに女池小学校がある。

## 歴史
- 1991年（平成3年） - 紫竹山小学校創立。
- 1995年（平成7年） - 創立5周年記念式典を挙行。
- 1996年（平成8年） - 韓国・花郎初等学校訪問団来校（歓迎式典・授業に参加）及び、韓国・花郎初等学校訪問。
- 2000年（平成12年） - 創立10周年記念式典を挙行。
- 2005年（平成17年） - 2学期制開始。
- 2010年（平成22年） - 創立20周年記念式典を挙行[1]。
- 2020年（令和2年） - 創立30周年記念式典を挙行。新型コロナウイルスの影響もあり規模は縮小。

## 児童数
全校児童数462名（1年生69名、2年生68名、3年生91名、4年生79名、5年生84名、6年生71名、2021年（令和3年）度）。
一時は、全校700名を超える大規模校であったが、周辺地域の少子高齢化により、児童数が減少している。

## 学区
鐙西1・2丁目、紫竹山1・2丁目、紫竹山3丁目1番～11番、紫竹山4～7丁目、米山3～6丁目

## 進学先中学校
- 新潟市立宮浦中学校
- 紫竹山2、4・5丁目全部/紫竹山3丁目1から11番は新潟市立東新潟中学校の選択も可能
- 鐙西2丁目29、35番は新潟市立鳥屋野中学校の選択も可能